# Діль Елла Олександрівна
Е́лла Олекса́ндрівна Діль (рос. Элла Александровна Диль, до шлюбу Карачко́ва; нар. 15 серпня 1978 у м. Куйбишеві, СРСР) — російська бадмінтоністка. Виступає в одиночному розряді. Майстер спорту міжнародного класу. 

## Біографія
Перша тренерка — мати Людмила Карачкова. Закінчила Самарський юридичний університет.
Двічі брала участь у літніх Олімпійських іграх: у 2000 в Сіднеї і у 2008 році у Пекіні. Володарка Кубка Європи (2010). Переможниця Slovak International в одиночному розряді (1998). Переможниця Portugal Open в одиночному розряді (1999). Переможниця Austrian International в одиночному розряді (1999), в парному розряді (2001). Переможниця Russian Open в одиночному розряді (2000, 2004, 2008), в парному розряді (2004).
23 червня 2007 року у Німеччині одружилася з тренером юнацької збірної Швейцарії з бадмінтону німцем Райнером Ділем, з яким познайомилася у 2000 році. З чоловіком мешкає у німецькому місті Wesel . Має дитину від першого шлюбу та другу від другого шлюбу.